# American Patriot
Pour les articles homonymes, voir Patriot.
American Patriot (Patriot) est une série télévisée américaine en 18 épisodes d'environ 45 minutes créée par Steven Conrad et produite par Prime Video. Le pilote a été mis en ligne le 5 novembre 2015, et a été suivie par une série complète. La première saison a été diffusée intégralement le 23 février 2017, et la deuxième saison le 9 novembre 2018.
Dans tous les pays francophones, la série est disponible sur Prime Video.

## Synopsis
John Allerton, dit « Lakeman » est un agent secret en pleine dépression à la couverture singulière. Il doit se faire passer pour un ingénieur en vue de truquer une élection présidentielle en Iran afin d’éviter un possible programme de missile nucléaire, mais des complications lors d’un voyage au Luxembourg vont compliquer la mission et impliquer toute sa famille dans une course contre la montre pour éviter de dévoiler l’opération clandestine.

## Distribution
- Michael Dorman (VF : Laurent Maurel) : John Tavner
- Terry O'Quinn (VF : Guy Chapellier) : Tom Tavner
- Kurtwood Smith (VF : Jean-François Vlérick) : Leslie Claret
- Michael Chernus (VF : Christophe Desmottes) : Edward Tavner
- Kathleen Munroe (VF : Gaëlle Savary) : Alice Tavner
- Aliette Opheim (sv) (VF : Josy Bernard) : Détective Agathe Albans
- Chris Conrad (VF : Arnaud Arbessier) : Dennis McClaren
- Julian Richings (VF : Igor Chometowski) : Peter Icabod
- Mark Boone Junior (VF : Achille Orsoni) : Rob Saperstein
- Gil Bellows (VF : Pascal Germain) : Lawrence Lacroix
- Marcus Toji (en) (VF : Olivier Podesta) : Stephen Tchoo
- Tony Fitzpatrick (VF : Paul Borne) : Jack Birdbath
- Sylvie Sadarnac (VF : Martine Fontaine) : l'inspecteur Lucie Prum-Waltzing
- Charlotte Arnold (VF : Clara Soares) : Ally O'Dhonaill
- Sadieh Rifai (VF : Sabine Héraud) : Mahtma El-Mashad
- Hana Mae Lee (VF : Elsa Davoine) : Numi
- Zoe Schwartz : Sophie
- Kane Mahon : Mikham Candahar
- Antoine McKay (en) (VF : Charles Borg) : Gregory Gordon
- Azhar Usman (en) (VF : Nicolas Justamon) : Kkyman Candahar
- Sabina Zeynalova : Sandrine Gernsback
- Matthieu Lunt (VF : Tommy Lefort) : l'inspecteur Emile Mills
- Norme Sousa (VF : Nicolas Justamon) : Edgar Barros
- Jaclyn Hennell : Lori
- Nikolas Kontomanolis : Wallace Candahar

- Version française
  - Société de doublage : Deluxe Media Paris[3]
  - Direction artistique : Ivana Coppola[3]

 Source et légende : version française (VF) sur RS Doublage

## Production
La saison 1 n’est pas tournée au Luxembourg, mais à Prague. On peut apercevoir le Pont Charles à plusieurs reprises.
En avril 2017, la série est renouvelée pour une deuxième saison.
La scène du piano géant est une référence au film Big.

## Épisodes

### Première saison (2015–2017)
1. Milwaukee, États-Unis (Pilot)
2. Place C-19 (C-19)
3. Homme Mac Millan (McMillan Man)
4. L'Agenda de John (John's To-Do List 6/5/12)
5. Un monsieur triste en costume (King Gerald's Fall)
6. La Dynamique structurelle du flux (The Structural Dynamics of Flow)
7. Bonjour, est-ce que Charlie est là ? (Hey, Is Charlie There)
8. Le Luxembourg contre John Lakeman (L'Affaire Contre John Lakeman)
9. Dick Cheney (Dick Cheney)
10. Les Cercles de résonance (Dead Serious Rick)

### Deuxième saison (2018)
1. Les Évènements de Paris (American Dimes)
2. Le Méridien de danger Vantasner (The Vantasner Danger Meridian)
3. Les doigts dans l'engrenage (The Guns of Paris)
4. La Goule (The Sword and the Hand)
5. Une armée d'étrangers (Army of Strangers)
6. Fuck John Wayne
7. Chargé (Loaded)
8. Quitter Paris (Escape from Paris)